# Birstwith
Birstwith – wieś w Anglii, w hrabstwie North Yorkshire, w dystrykcie (unitary authority) North Yorkshire. Leży 38 km na zachód od miasta York i 298 km na północ od Londynu.